# Cherokee City (Arkansas)
Cherokee City es un lugar designado por el censo ubicado en el condado de Benton en el estado estadounidense de Arkansas. En el Censo de 2010 tenía una población de 72 habitantes y una densidad poblacional de 59,4 personas por km².

## Geografía
Cherokee City se encuentra ubicado en las coordenadas 36°17′41″N 94°34′37″O / 36.29472, -94.57694. Según la Oficina del Censo de los Estados Unidos, Cherokee City tiene una superficie total de 1.21 km², de la cual 1.21 km² corresponden a tierra firme y (0%) 0 km² es agua.

## Demografía
Según el censo de 2010, había 72 personas residiendo en Cherokee City. La densidad de población era de 59,4 hab./km². De los 72 habitantes, Cherokee City estaba compuesto por el 88.89% blancos, el 0% eran afroamericanos, el 5.56% eran amerindios, el 0% eran asiáticos, el 0% eran isleños del Pacífico, el 2.78% eran de otras razas y el 2.78% pertenecían a dos o más razas. Del total de la población el 2.78% eran hispanos o latinos de cualquier raza.